# Thorelliola biapophysis
Thorelliola biapophysis là một loài nhện trong họ Salticidae.
Loài này thuộc chi Thorelliola. Thorelliola biapophysis được Gardzinska & Patoleta miêu tả năm 1997.